# Suzaku
Suzaku, född 921, död 952, var regerande kejsare av Japan mellan 930 och 946.